# Cyanerpes cyaneus
Dácnis-meleiro-de-patas-vermelhas ou saíra-beija-flor (Cyanerpes cyaneus), ou ainda saí-azul-de-pernas-vermelhas, é uma ave passeriforme da família Fringillidae.

## Caracterização

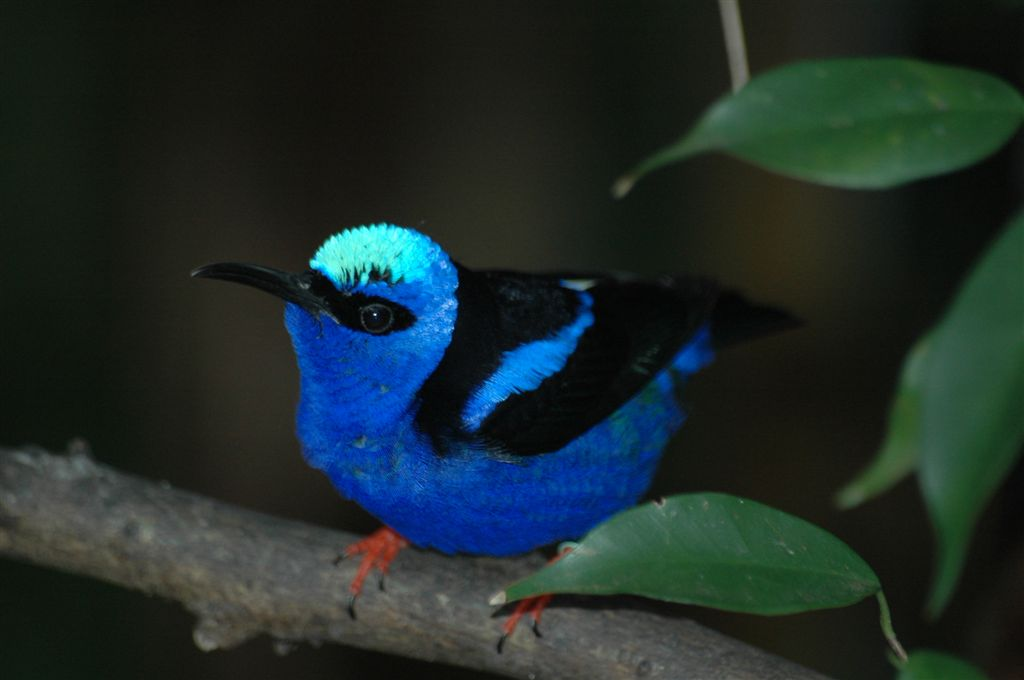
Cyanerpes cyaneus - macho

A saíra-beija-flor mede aproximadamente 12 cm quando adulta e pesa, em média, 14 gramas. Apresenta acentuado dimorfismo sexual: enquanto os machos são azuis e negros, com o alto da cabeça verde-azulado brilhante, as fêmeas (assim como os filhotes) possuem plumagem esverdeada.
Vive em florestas de diversos tipos, em árvores altas ou matas baixas, como na restinga. Apresenta larga distribuição, ocorrendo do México ao norte da América do Sul e Bolívia.